# Na Nah Nahma Nahman Meouman
 (avril 2009).
Si vous disposez d'ouvrages ou d'articles de référence ou si vous connaissez des sites web de qualité traitant du thème abordé ici, merci de compléter l'article en donnant les références utiles à sa vérifiabilité et en les liant à la section « Notes et références ».

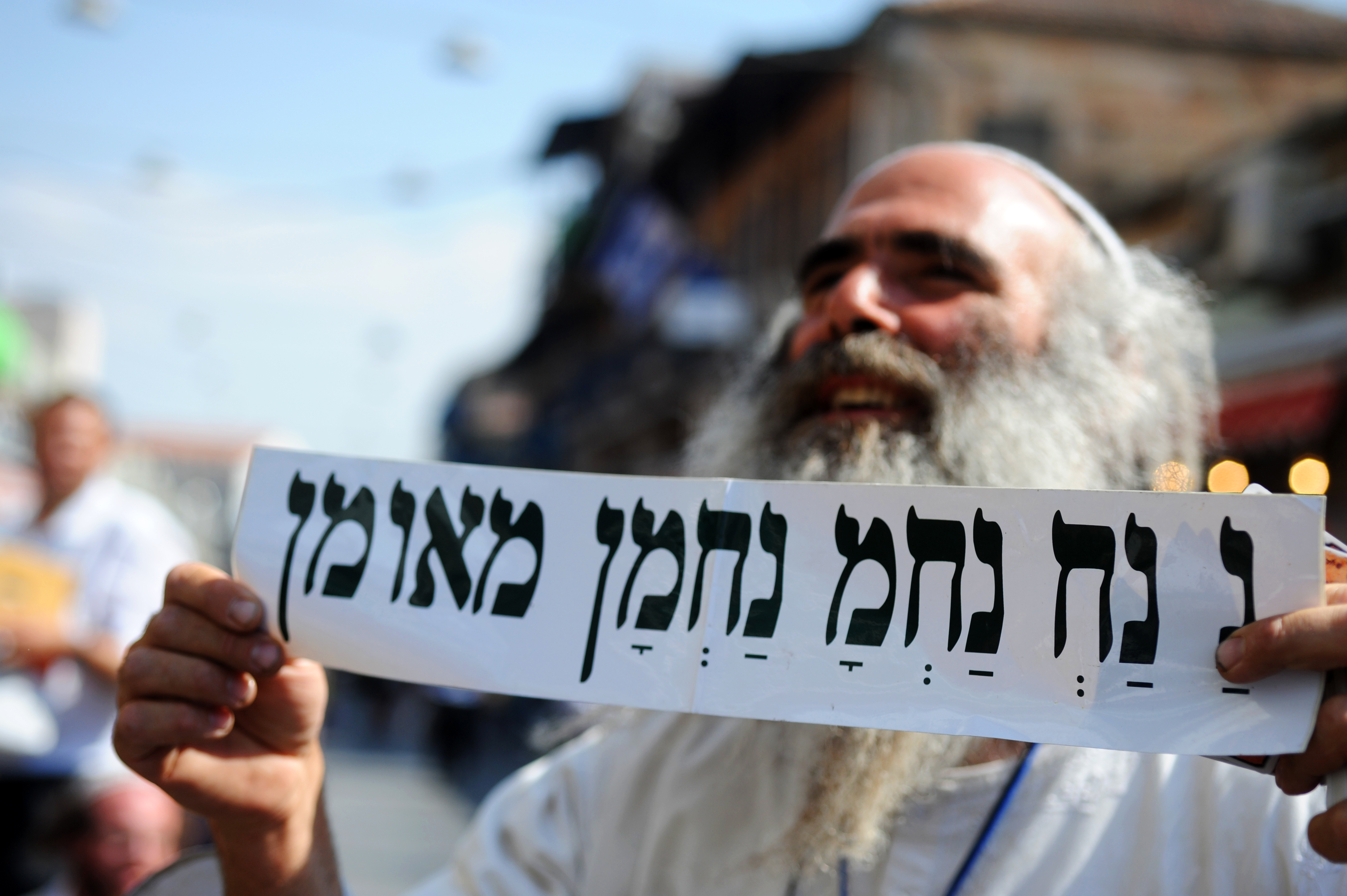
Un Na Nach.

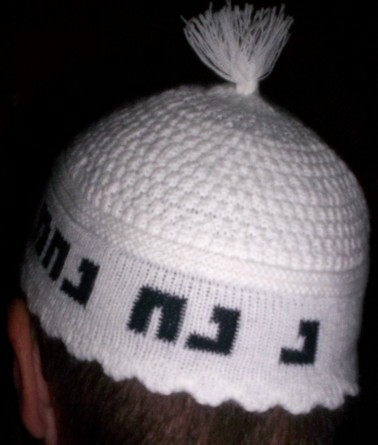
kippa blanche avec l'inscription Na Nach Nachma Nachman MéOuman.

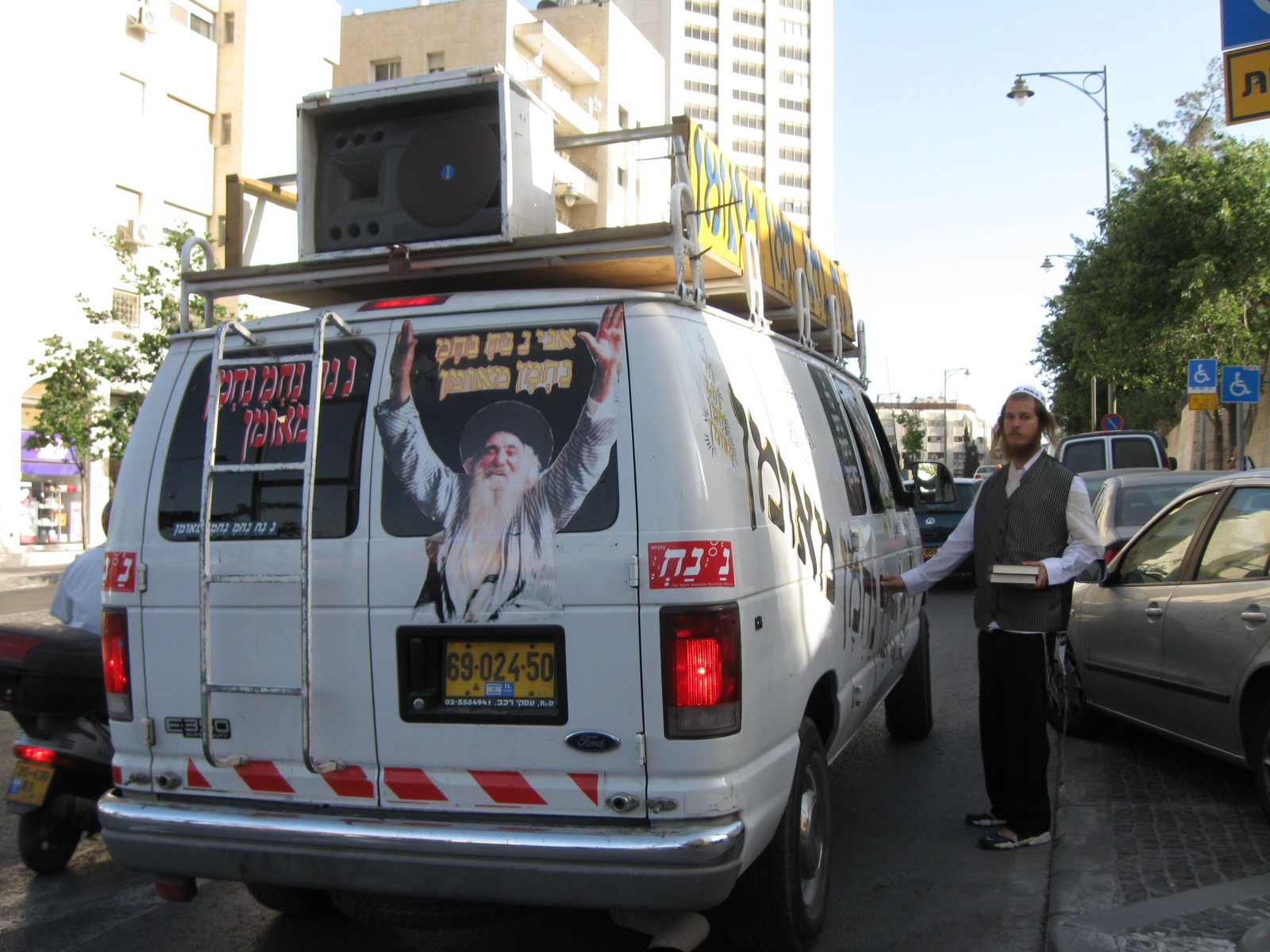
une voiture marquée de l'inscription Na Nach Nachma Nachman MéOuman.

Na Nah Nahma Nahman Méouman (en hébreu נַ נַחְ נַחְמָ נַחְמָן מְאוּמַן) est une formule, comparable à un mantra, chantée par les disciples de Yisroel Dov Ber Odesser (en), auquel elle aurait été miraculeusement transmise par l'esprit du rabbi hassidique Nahman de Ouman, fondateur au XVIIe siècle du mouvement Bresloff. Elle résume un judaïsme de la joie qui se veut éclairé par le Zohar et opposé au judaïsme de la pénitence qu'enseignent traditionnellement dans les yeshivas les rabbins commentant le Talmud.

## Traductions
La formule fait référence à Nahman (en hébreu נחמן signifie "Consolateur", c'est un synonyme du biblique Mena(r)hem מנחמ, qui devient même dans le Talmud un équivalent du Messie, celui qui console des douleurs de l'Exil) ainsi qu'à l'endroit où il a vécu ses derniers jours et où il est inhumé, Ouman en Ukraine, qui voit se dérouler chaque année un pèlerinage important pour Roch Hachana, le Kibboutz de Rosh Hashana.
נח signifie « se reposer, être calme, tranquille ».
On peut en proposer cette traduction (assez libre) : « paix, repos et consolation [puissent-ils advenir, par le mérite de Rabbi] Nachman de Ouman ». Le développement de Nachman en Na Nach Nachma Nachman est aussi un procédé kabbalistique dit de riboua et qui signifie la plénitude, l'accomplissement (le modèle en est le développement du Tétragramme).
Le dernier mot MéOuman a également une autre signification en hébreu. Il peut se traduire par « digne de foi, accrédité, fidèle » (au sens de la 'émoûnah c'est-à-dire de la fidélité à la voie de YHWH). Et comme le billet parle également de l'arrivée du Messie, on peut aussi le comprendre dans ce sens : « Que vienne le vrai Consolateur, [Moshiach] qui apportera la Paix ! » Cette formule condenserait donc le désir de l'avènement messianique. Dans les Lamentations ou Qohéleth (chapitre 4), on trouve déjà une mise en rapport entre l'Exil et l'absence du Consolateur, son retour ou sa venue s'en déduisant comme ayant le sens de la venue du Messie.
Notons encore que, ce billet étant écrit partiellement en yiddish (voir texte original), il n'est pas hors de propos de remarquer que les mots "na nach" signifient dans cette langue "maintenant vers" ou "à partir de maintenant". (Que vienne dès maintenant la consolation…)

## Histoire

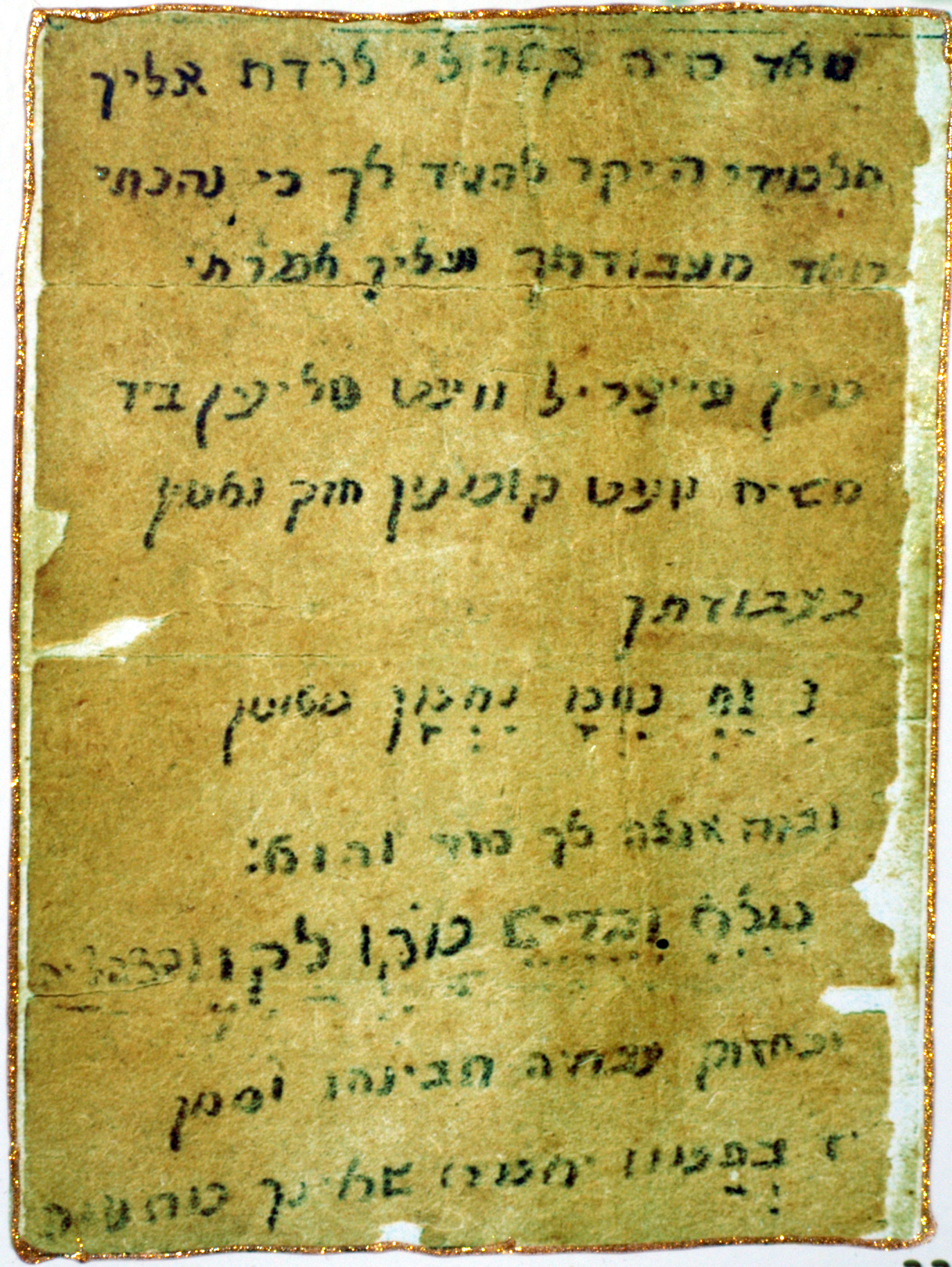
La lettre du ciel.

Ce mantra a été révélé à un de ses disciples, Yisroel Dov Ber Odesser (en), (ישראל דב אודסר) d'une façon plus ou moins miraculeuse. Alors qu'il était âgé de 26 ans, il entra en possession d'un document qui est maintenant connu sous le nom de La lettre du ciel (en hébreu le Petek פתק). Cela se passa un jour de 17 Tammouz, alors qu'il avait rompu son jeûne. Il se rendit dans sa chambre et y prit un livre au hasard.
Il y trouva alors une lettre contenant des paroles d'encouragement ainsi que ce mantra. Elle mentionnait également, en guise de signe, une rupture de jeûne un 17 Tamouz :

« Il m’a été très difficile de descendre vers toi, mon précieux élève, pour te dire que j’ai pris grand plaisir à ton service. Et à toi je le dis, Mon feu brûlera jusqu'à l'arrivée du Messie - soit fort et courageux dans ta pratique - Na Nah Nahma Nahman MéOuman. Et par cela je te révélerai un secret et il est : plein à déborder d’une ligne à l’autre. [Patspatsya] Et par la vigueur du travail tu le comprendras. et le signe, le dix sept Tamouz ils diront que tu ne jeûnes pas. »

### Première hypothèse: la lettre du ciel
Concernant l'authenticité de cette lettre, elle semble attestée par plusieurs personnes, dont Rabbi Moshe Feinstein qui la mentionne dans une lettre de recommandation (Haskamah) :
« ראיתי פתק סודי שיש לו - דבר נפלא מאד »
Traduction : « J'ai vu une lettre secrète en sa possession, qui est vraiment merveilleuse (ou miraculeuse). »
Dans l'œuvre de Rabbi NacHman, on peut trouver des éléments qui viendraient à l'appui de cette thèse :
- il a parlé d'un chant qui serait révélé avant la venue du Messie et qui aurait une forme "simple, double, triple, quadruple". (voir Likutei Moharan II, #8) ;
- il recommande également dans ses enseignements la répétition d'un même mot comme forme de méditation. (voir Likutei Moharan Tinyana #96).

### Deuxième hypothèse: le texte caché
Il est possible de trouver une explication rationnelle à la présence de cette lettre à cet endroit, sans avoir besoin de recourir au surnaturel. En effet, Rabbi Nachman s'est rendu en Israël en 1798-1799, y compris à Tibériade, la ville natale de Rabbi Odesser, et il a donc très bien pu écrire ce petek au cours de son séjour là-bas.
Même dans ce cas, sa découverte est considérée par certains comme miraculeuse, du fait qu'elle coïncide avec cet événement de la rupture du jeûne du 17 Tamouz. Il s'agirait alors d'un phénomène de Synchronicité.

### Troisième hypothèse: une contrefaçon
Un disciple de Rabbi Odesser nommé Yoel affirme qu'il l'aurait écrite lui-même et qu'elle ne serait pas de la main de Rabbi Nachman.
Cette hypothèse a été réfutée par Rabbi Odesser, qui a assuré que la bibliothèque où se trouvait ce livre était fermée à clé, et qu'il était le seul à y avoir accès.

## À l'ère moderne
La musique Breslev d'aujourd'hui a littéralement attaqué la société non religieuse même avec le "MIX" typique des discothèques modernes ; cela a d'ailleurs suscité l'intérêt des MEDIA israéliens au point de le considérer comme une méthode extrêmement profitable pour amener aussi les plus éloignés à l'observance des Mitsvot et à l'étude de la Torah : ce n'est pas un hasard s'il y a eu à la fois de nombreuses conversions (Ghiur) et, comme mentionné, des retours (Techouva) à la religion juive.
Des religieux israélites sont venus dans un camp de l'armée israélienne… transformant en effet « des préparatifs ou des exercices de guerre » en son contraire, cette Simkhah (Joie) capable d'éveiller la dévotion et non la guerre, les intentions constructives et non la simple destruction.